# Air Combat
Air Combat è il primo simulatore di volo della serie Ace Combat ed  il primo in assoluto su PlayStation; il titolo originale giapponese è infatti Ace Combat.

## Trama
Nel 1995 un gruppo terrorista occupa le Skully Island, un arcipelago situato a sud dell'Usea e sotto il controllo della Federazione dell'Usea Centrale, o FCU. Tutti i tentativi di ristabilire l'ordine da parte delle forze governative sono falliti: di conseguenza Robert Tyler, il comandante del Distretto Meridionale dell'Esercito dell'FCU, recluta i mercenari dello Squadrone Scarface e il suo leader, Phoenix, per liberare la regione dal controllo dei terroristi.
Inizia così una serie di operazioni militari volte a ridurre il potenziale bellico dei terroristi così come la loro capacità di mantenere la superiorità aerea nella regione. A seguito della distruzione dell'ultima roccaforte nemica l'FCU scopre che i terroristi possiedono un'enorme portaerei volante. Nell'ultima missione del gioco il giocatore impegna la fortezza volante in combattimento e la distrugge, ponendo fine alle attività dei terroristi.

## Modalità di gioco
Il gioco prevede che il giocatore si sposti sulla mappa del paese che deve liberare e che abbia la possibilità di scegliere quale percorso intraprendere: è possibile, infatti, finire il gioco saltando una modesta parte delle missioni. Man mano che il giocatore avanza nuovi aerei diventano disponibili per l'acquisto. Insieme agli aerei diventano disponibili anche i gregari, piloti di supporto che possono assistere il giocatore in combattimento in cambio di soldi. I gregari possono svolgere molti incarichi, come proteggere il giocatore, agire indipendentemente e andare direttamente all'attacco dell'obiettivo (se la missione è d'attacco). È possibile dare ordini solo prima dell'inizio della missione.
Gli aerei che si possono pilotare sono tutti aerei esistenti ma recano una pittura della fusoliera del tutto fantasiosa rappresentante una fenice, ovvero l'emblema del protagonista.
Il costo di un aereo è proporzionale alla sua efficacia in combattimento. Pagare un gregario che usa un aereo potente è anch'esso costoso e può fare la differenza tra vittoria e sconfitta. Quando si perde una missione (il carburante finisce, il giocatore viene abbattuto o non è stato in grado di proteggere le unità alleate in difficoltà) l'aereo usato viene definitivamente perso. Quando non ci sono più aerei da usare il gioco finisce.
È possibile usare un sistema di controllo semplificato che permette di manovrare il velivolo con l'uso delle frecce direzionali. Per i giocatori esperti è possibile usare il sistema di controllo "classico", molto più realistico.

## Aerei
- A-10
- F-4
- F-14
- F-15
- F-16
- F/A-18
- F-117
- F-22
- YF-23
- SU-27
- MIG-29
- MIG-31
- Gripen C
- Rafale C
- Eurofighter Typhoon
- Tornado[2]